# Gran Premio de Fourmies 2018
La 86.ª edición de la clásica ciclista Gran Premio de Fourmies se celebró el 2 de septiembre de 2018 con inicio y final en la ciudad de Fourmies en Francia sobre una distancia de 205 km.
La carrera hizo parte del circuito UCI Europe Tour 2018 dentro de la categoría 1.HC y fue ganada por el ciclista alemán Pascal Ackermann del equipo Bora-Hansgrohe. El podio lo completaron, en segundo lugar el ciclista francés Arnaud Démare del equipo Groupama-FDJ y en tercer lugar el ciclista colombiano Álvaro Hodeg del equipo Quick-Step Floors.

## Equipos participantes
Timaron la partida un total de 22 equipos, de los cuales 7 son de categoría UCI WorldTeam, 12 Profesional Continental y 3 Continental, quienes conforman un pelotón de 152 ciclistas de los cuales terminaron 139. Los equipos participantes fueron:
| WorldTeams (7)- AG2R La Mondiale - Astana - Bora-Hansgrohe - Groupama-FDJ - Quick-Step Floors - Trek-Segafredo - UAE Team Emirates Equipos continentales profesionales (12)- Cofidis, Solutions Crédits - Delko-Marseille Provence-KTM - Direct Énergie - Fortuneo-Samsic - Israel Cycling Academy - Nippo-Vini Fantini-Europa Ovini - Roompot-Nederlandse Loterij - Sport Vlaanderen-Baloise - Vital Concept - Wanty-Groupe Gobert - WB-Aqua Protect-Veranclassic - Wilier Triestina-Selle Italia Equipos continentales (3)- Amore & Vita-Prodir - Roubaix Lille Métropole - Saint Michel-Auber 93 |
| |

## Clasificación final
Las clasificaciones finalizaron de la siguiente forma:
| \| Clasificación general \| Clasificación general \| Clasificación general \| Clasificación general \| Clasificación general \| \| Ciclista \| Ciclista \| Equipo \| Tiempo \| \| \| --------------------- \| --------------------- \| ------------------------------- \| --------------------- \| --------------------- \| \| 1.º \| Pascal Ackermann \| Bora-Hansgrohe \| 4 h 46 min 56 s \| \| \| 2.º \| Arnaud Démare \| Groupama-FDJ \| + 0 s \| \| \| 3.º \| Álvaro Hodeg \| Quick-Step Floors \| + 0 s \| \| \| 4.º \| Leonardo Bonifazio \| Nippo-Vini Fantini-Europa Ovini \| + 0 s \| \| \| 5.º \| Christophe Laporte \| Cofidis, Solutions Crédits \| + 0 s \| \| \| 6.º \| Alexander Kristoff \| UAE Team Emirates \| + 0 s \| \| \| 7.º \| Boy van Poppel \| Trek-Segafredo \| + 0 s \| \| \| 8.º \| Hugo Hofstetter \| Cofidis, Solutions Crédits \| + 0 s \| \| \| 9.º \| Riccardo Minali \| Astana \| + 0 s \| \| \| 10.º \| Kristian Sbaragli \| Israel Cycling Academy \| + 0 s \| \| \| 11.º \| Timothy Dupont \| Wanty-Groupe Gobert \| + 0 s \| \| \| 12.º \| Kevyn Ista \| WB-Aqua Protect-Veranclassic \| + 0 s \| \| \| 13.º \| Davide Gabburo \| Amore & Vita-Prodir \| + 0 s \| \| \| 14.º \| Jacopo Guarnieri \| Groupama-FDJ \| + 0 s \| \| \| 15.º \| Thomas Boudat \| Direct Énergie \| + 0 s \| \| |                    |                                 |                 |
| |                    |                                 |                 |
| Fuente: ProCyclingStats |                    |                                 |                 |
| Clasificación general |                    |                                 |                 |
| Ciclista | Ciclista           | Equipo                          | Tiempo          |
| 1.º | Pascal Ackermann   | Bora-Hansgrohe                  | 4 h 46 min 56 s |
| 2.º | Arnaud Démare      | Groupama-FDJ                    | + 0 s           |
| 3.º | Álvaro Hodeg       | Quick-Step Floors               | + 0 s           |
| 4.º | Leonardo Bonifazio | Nippo-Vini Fantini-Europa Ovini | + 0 s           |
| 5.º | Christophe Laporte | Cofidis, Solutions Crédits      | + 0 s           |
| 6.º | Alexander Kristoff | UAE Team Emirates               | + 0 s           |
| 7.º | Boy van Poppel     | Trek-Segafredo                  | + 0 s           |
| 8.º | Hugo Hofstetter    | Cofidis, Solutions Crédits      | + 0 s           |
| 9.º | Riccardo Minali    | Astana                          | + 0 s           |
| 10.º | Kristian Sbaragli  | Israel Cycling Academy          | + 0 s           |
| 11.º | Timothy Dupont     | Wanty-Groupe Gobert             | + 0 s           |
| 12.º | Kevyn Ista         | WB-Aqua Protect-Veranclassic    | + 0 s           |
| 13.º | Davide Gabburo     | Amore & Vita-Prodir             | + 0 s           |
| 14.º | Jacopo Guarnieri   | Groupama-FDJ                    | + 0 s           |
| 15.º | Thomas Boudat      | Direct Énergie                  | + 0 s           |

## UCI World Ranking
El Gran Premio de Fourmies otorga puntos para el UCI Europe Tour 2018 y el UCI World Ranking, este último para corredores de los equipos en las categorías UCI WorldTeam, Profesional Continental y ContinentalEquipos Continentales.
| Posición              | 1.º | 2.º | 3.º | 4.º | 5.º | 6.º | 7.º | 8.º | 9.º | 10.º | 11.º | 12.º | 13.º | 14.º | 15.º | 16.º-30.º | 31.º-40.º |
| Clasificación general | 200 | 150 | 125 | 100 | 85  | 70  | 60  | 50  | 40  | 35   | 30   | 25   | 20   | 15   | 10   | 5         | 3         |

| 1.º  | Pascal Ackermann   | Bora-Hansgrohe                  | 200 |
| 2.º  | Arnaud Démare      | Groupama-FDJ                    | 150 |
| 3.º  | Álvaro Hodeg       | Quick-Step Floors               | 125 |
| 4.º  | Leonardo Bonifazio | Nippo-Vini Fantini-Europa Ovini | 100 |
| 5.º  | Christophe Laporte | Cofidis                         | 85  |
| 6.º  | Alexander Kristoff | UAE Emirates                    | 70  |
| 7.º  | Boy van Poppel     | Trek-Segafredo                  | 60  |
| 8.º  | Hugo Hofstetter    | Cofidis                         | 50  |
| 9.º  | Riccardo Minali    | Astana                          | 40  |
| 10.º | Kristian Sbaragli  | Israel Cycling Academy          | 35  |